# Burkhard Metzger
Burkhard Metzger (* 4. Januar 1961) war ein deutscher Polizist und Polizeipräsident von Ludwigsburg.

## Beruflicher Werdegang
Burkhard Metzger trat 1981 in den Polizeidienst ein. Er stieg 1989 in den gehobenen Dienst auf, 1998 in den höheren Dienst beim Landeskriminalamt Baden-Württemberg, Zentrale Geschäftsstelle Polizeiliche Kriminalprävention. Ab 2001 leitete er das damals zur Polizeidirektion Ludwigsburg gehörige Polizeirevier Marbach und wechselte 2003 als Referent ins Staatsministerium Baden-Württemberg. 2008 wurde er Dienststellenleiter der damaligen Polizeidirektion Pforzheim. 2014 übernahm er die Aufgabe als Leiter des Führungs- und Einsatzstabes und als stellvertretender Dienststellenleiter beim Polizeipräsidium Einsatz sowie in Personalunion als kommissarischer Leiter der Verwaltung. 2016 wechselte er zum Polizeipräsidium Ludwigsburg als Leiter des Führungs- und Einsatzstabes und stellvertretender Leiter der Dienststelle
Zum 1. Juni 2019 trat er die Nachfolge von Frank Rebholz als Polizeipräsident von Ludwigsburg an.
Ende November 2022 trat er in den Ruhestand.